# 了暁
了暁（りょうぎょう）は、室町時代後期の浄土宗の僧侶。聖蓮社慶善（しょうれんしゃ けいぜん）と称される。

## 人物・経歴
和泉国出身。15世紀後半に活動したとされるが、正確な生没年は不明。聖冏流白旗派の聖聡に師事し、『教相切紙拾遺徹』への加筆や白旗の口伝の整理を通じて教学を継承した。文明9年（1477年）までに良肇の後任として下総国弘経寺2世となり、白旗派の教線拡大に尽力し、のちに弟子の酉冏に寺務を譲った。三河国大運寺（現・大恩寺）の創建者としても知られる。

### 主な活動
- 1444年（文安元年）頃 - 荒廃していた新宮山浄光院を再興し、浄土宗寺院大運寺（後の大恩寺）を創建[4]
- 1477年（文明年） - 弘経寺を酉冏に譲り、三河国に進出[1]
- 1493年（明応2年）- 後土御門天皇から紫衣勅許を受ける[3]
- 1490年（延徳2年） - 弟子の訓公が大運寺を御津山に移転（松平親忠の支援による）[2]

## 思想・業績

### 徳川家との関係構築
創建した大恩寺は松平親忠・松平広忠父子の庇護を受け、弟子の愚底が大樹寺を開山。後の徳川将軍家と浄土宗の結びつきの礎を築いた。

### 中央教団への影響
珠琳（知恩院22世）、愚底（同23世）、訓公（同24世）、存牛（同25世）らを輩出し、白旗派が応仁の乱後の浄土宗本山再興を主導。

## 主な門弟
- 珠琳 - 知恩院22世[1]
- 愚底 - 知恩院23世・大樹寺開山[7]
- 訓公 - 知恩院24世・大恩寺中興[4]
- 存牛 - 知恩院25世・松平親忠の子[6]
- 酉冏 - 弘経寺2世[1]

## 関連寺院
- 大恩寺（愛知県豊川市） - 創建した大運寺が前身
- 飯沼弘経寺（茨城県常総市） - 2世住職
- 大樹寺（愛知県岡崎市） - 門弟・愚底が開山